# Русселит
Руссели́т — минерал состава Bi2WO6 (приблизительно Bi2O3·2WO3). Встречается в геотермальных месторождениях вольфрама и висмута. Назван в честь британского минералога Артура Рассела.

## Внешний вид
Призматические ромбические кристаллы жёлтого или жёлто-зелёного цвета.

## Нахождение в природе
Русселит — вторичный продукт изменения других минералов висмута и вольфрама, образующийся в зонах окисления геотермальных рудных месторождений, пегматитов, кварцевых жил и грейзенов. Часто ассоциируется с вольфрамитом и самородным висмутом.
Русселит встречается в Великобритании, Германии, Чехии, Казахстане, Уганде, Австралии, Канаде, США. На территории СССР впервые был обнаружен на месторождении Караоба в Казахской ССР.

## Открытие
Русселит был открыт в 1938 году британскими геологами на одном из вольфрамовых месторождений полуострова Корнуолл и получил название в честь минералога Артура Рассела.